# Horst Rzepkowski
Horst Rzepkowski SVD (* 22. Januar 1935 in Heubuden; † 25. November 1996 in Sankt Augustin) war ein deutscher Missionswissenschaftler.

## Leben
Horst Rzepkowski war der Sohn von Paul Rzepkowski und Hedwig geb. Salewski. Er trat am 2. April 1948 ins Arnold-Janssen-Gymnasium (St. Arnold) ein. Nach dem Abitur trat er am 1. Mai 1959 ins Noviziat in Sankt Augustin ein. Im Missionshaus St. Gabriel legte er am 1. Mai 1961 seine erste zeitliche und am 1. Mai 1965 in Sankt Augustin seine Ewige Profess ab. In Sankt Augustin empfing er am 12. Juni 1965 die Diakonats- und am 18. Dezember des gleichen Jahres die Priesterweihe. Nach dem Lizentiats- und Doktoratsstudium in Missionswissenschaft (1966–1970: Pontificia Università Gregoriana) war er ab 1970 als Missionswissenschaftler in Lehre und Forschung an der PTH St. Augustin tätig. 

## Schriften (Auswahl)
- Thomas von Aquin und Japan. Versuch einer Begegnung. Sankt Augustin 1967, OCLC 5714288.
- Der Welt verpflichtet. Text und Kommentar des apostolischen Schreibens Evangelii nuntiandi Über die Evangelisierung in der Welt von heute. Sankt Augustin 1976, ISBN 3-87787-087-2.
- Hg.: Allen alles werden. Beiträge zur missionarischen Spiritualität. Sankt Augustin 1976, ISBN 3-87787-110-0.
- Lexikon der Mission. Geschichte, Theologie, Ethnologie. Graz 1992, ISBN 3-222-12052-8.